# Волконський Федір Федорович
Князь Федір Федорович Волконський († лютий 1665, Казань) — російський військовий і державний діяч, намісник, воєвода, окольничий, боярин і дипломат під час Смутних часів та в період правління Михайла Федоровича і Олексія Михайловича.
Старший син воєводи князя Федора Івановича Мерина Волконського. Мав братів, князів: окольничий Петро Федорович, воєвода Іван Федорович і сестра княжна Марія Федорівна.

## Біографія
Перша гадка про Федора Волконського датується 1605 роком, коли він був воєводою в Мценську. У 1618 році він стряпчий, учасник московського облогового сидіння. Брав участь у вирішенні місницького спору між боярином князем Дмитром Пожарським і стольником Юрієм Татіщевим (1618). Стольник (1621). Виконував двірцеві посади (1621-1629): ринда в білому платті при прийманні та відпуску послів, «дивився в обідні столи» тощо. На двох весіллях царя Михайла Федоровича був біля царського короваю (1625 і 1626).
Заміщував державні посади з Максимом Петровичем Крюковим у травні 1625 року. Ходив до села Рубцево для освячення церкви Покрови Пресвятої Богородиці і після освячення був запрошений до столу Государя (29 жовтня 1626). Учасник прийому шведського посла (25 листопада 1626), в тому ж році отримав помісний оклад 650 чвертей. Ринда по праву руку від Государя при відпустці данського посла (лютий і березень 1627), чому «бив чолом» на князів Пожарських «на поруху від такого призначення» та з програної справи відсидів день у в'язниці, теж при прийомі англійського посла з князями Ромодановськими (червень 1627).
Воєвода в Лівнах (1629-1631). Ринда під час відпустки турецького посла (28 червня 1632). Займаючи посаду другого воєводи в Калузі, разом з князем Федором Куракіним йшов проти королевича Владислава, який прийшов під Смоленськ (1633). Після капітуляції московської армії на чолі з боярином Михайлом Шеїним під Смоленськом, будучи воєводою у фортеці Біла (1633-1634), протягом 59 днів відбивав напади польського війська під командою королевича Владислава IV Вази, за що нагороджений у окольничі (8 липня 1634). На подарунок отримав шубу на золотому атласі, срібний кубок і вотчини 700 чвертей. У званні намісника калузького вів переговори з литовськими послами (1635), з послами Гольштейну (1636).
Воєвода і окольничий в Путивлі у 1636 році. Перебував з посольством у Грузії (1637-1639), у складі делегації — архідиякон Арсеній Суханов. У званні намісника муромського вів переговори з кримськими послами (1639). Очолював декілька наказів: Чолобитний (з 1634), Литовськаий, Розшуковий, Великого приходу, Збору даточних людей. Наприкінці лютого 1635 року призначений калузьким намісником. Приймав литовських послів і вів з ними переговори у березні 1635 року. Призначений на чолі Козацького наказу (1640-1645). На чолі комісії направлений в Путивль для межування спірних земель з Литвою (25 травня 1642), де з ним працював ясельничий Баим Болтін. Співпрацював з Кузьмою Андрійовичем Трусовим (1642—1643).
Направлений в Астрахань до князя Бориса Рєпнінуа в «товариші», з нагоди приходу туди калмиків (1643-1647), де співпрацював з ним М. П. Вердеревський.
Був присутній на весіллі царя Олексія Михайловича з Марією Милославською (16 січня 1648). Призначений членом комісії зі складання Соборного Уложення разом з князями Микитою Одоєвським та Семеном Прозоровським (16 липень 1648). Направлений до Заонежья, якому погрожували шведи (1649). Керував будівництвом Олонецької фортеці, воєвода в Олонці (до 31 грудня 1649).
Прибув з Москви до Пскова для розшуку учасників «хлібного бунту» (30 березня 1650). Псковичи облаяли його, завдали йому кілька ударів і відібрали у нього грамоту, в якій наказано було йому стратити винних. Псковичи, прочитавши цю грамоту, закричали: «Ми швидше стратимо тут того, хто буде присланий з Москви стратити нас!», після чого Волконський був схоплений повстанцями і посаджений до в'язниці.
Після повернення, першим в роду одержав боярське звання 21 грудня 1651 року. Супроводжував Государя в Савін монастир (січень 1652). Разом з боярином князем Борисом Репніним відправлений великим послом до Речі Посполитої з титулом намісника муромського (24 квітня 1653), а після повернення призначений (18 грудня 1653) другим воєводою до Києва (з 23 березня 1654 по 30 квітня 1655), де брав активну участь у московсько-польській війні (1654—1656). Діючи на правому фланзі армії гетьмана Богдана Хмельницького, захопив литовські міста Столин, Турів, Давид-Городок і Пінськ. У складі «великого посольства» боярина князя Микити Одоєвського вів переговори з послами Данії (29 січня і 26 квітня 1658), а потім посланий третім до Вільно (07 травня 1658), безуспішно намагаючись схилити посланців польського короля до «вічного договору» разом з князем Одоєвським і Шереметьєвим в Борисові на річці Березині (1660). Співпрацював з Ф. В. Колтовським у ході призначення до посольства (1660)
Будував церкву Спаса Нерукотворного образу в Законоспаському монастирі (1662). Виїхав до Казані водним шляхом з служивими людьми для упокорення бунтовавших башкирів (12 вересня 1662) і звідти ходив до Уфи та Мензелінська. Воєвода в Уфі (1662—1663), керував придушенням башкирського повстання 1662—1664 років. Воєвода в Мензелінську (з 29 жовтня по 18 листопада 1663).
Володів маєтками в Московському повіті і вотчинами в Галицькому повіті.
Помер у лютий 1665 року у Казані приїхавши з Мензелінська. Цар послав вдові 200 рублів і шубу оксамитову на соболях у 200 рублів, щоб та прикрила нею труну чоловіка. Його ім'я внесено у синодики Спаса-Андронікова та Миколо-Угреського монастирів.

## Родина
- Син: Князь Волконський Андрій Федорович помер на службі в Астрахані.
- Дочка: Княжна Парасковія Федорівна († 1667) — одружена з князем Дмитром Федоровичем Щербатовим.

## Критика
Досить важко розібратися в життєписі обидвох сучасників з однаковими іменами і по батькові. Волконський Федір Федорович окольничий і воєвода, онук і правнук Юрія Перфілія.
Представлений князь Федір Федорович Волконський Мерин, пожалований в бояри (1650), онук князя Івана Чорного.
Перший призначений в окольничі за Белевську службу (1634), другий (1636), внаслідок чого вони протягом 14 років є двома особами з одним ім'ям і по батькові. Прізвисько «Чорний» не перейшло в узаконене родове ім'я, і згадується в представленому родоводі до Палати родовідних справ (1686). Родовід і челобитні, завдяки згадці не тільки по батькові кожної особи, але і повторення імені діда і прадіда, а іноді і родоначальника, ймовірно, дозволяють ототожнювати цю інформацію з Федором Федоровичем, онуком Перфільєва.
Ще більшу плутанину вносять року смерті: 1-й Федір Федорович, боярин помер у Казані при приборканні уфимських башкирів († 1665), 2-й Федір Федорович, окольничий, помер в Астрахані при приборканні астраханських калмиків († 1665).